# Oak Leaf (Texas)
Oak Leaf est une ville située au nord du comté de Ellis, au Texas, aux États-Unis,.

## Démographie
Lors du recensement de 2010, la ville comptait une population de 1 298 habitants. Elle est estimée, en 2016, à 1 395 habitants.

### Source de la traduction
- (en) Cet article est partiellement ou en totalité issu de l’article de Wikipédia en anglais intitulé « Oak Leaf, Texas » (voir la liste des auteurs).